# Ерих V (Саксония-Лауенбург)
Ерих V (на немски: Erich V; † края на 1435) е от 1411 до 1435 г. херцог на Саксония-Лауенбург от род Аскани.

## Живот
Той е най-възрастният син на херцог Ерих IV (1354 – 1411) и София фон Брауншвайг-Люнебург (1358 – 1416), дъщеря на херцог Магнус II от Брауншвайг-Люнебург от род Велфи и принцеса Катарина фон Анхалт-Бернбург.
Ерих V се жени през 1404 г. за Елизабет фон Холщайн (* 1384, † 28 май 1416), дъщеря на Николаус, граф на Холщайн (1334 – 1397) и вдовица на херцог Албрехт IV от Мекленбург (1363 – 1388). Двамата нямат деца.
Ерих V участва в управлението при баща си. След смъртта му през 1411 г. Ерих поема управлението заедно с по-малкия си брат Йохан IV († 1414).
Преди 1422 г. той се жени за Елизабет (* 1397, † след 1498), дъщеря на Конрад IX фон Вайнсберг и Анна фон Хоенлое. С нея той има син Хайнрих, който умира като дете през 1437 г.
Ерих V умира през 1435 г. бездетен и е последван като херцог от брат му Бернхард II († 1463).